# FIFAコンフェデレーションズカップ2013
FIFAコンフェデレーションズカップ2013（英: FIFA Confederations Cup 2013）は、2013年（平成25年）6月15日から6月30日にかけて、FIFAワールドカップ・ブラジル大会のプレ大会としてブラジルで行われた第9回目のFIFAコンフェデレーションズカップである。

## 出場国
| 出場国                                       | 大陸連盟 | 大陸連盟 | 参加資格                                          | 出場決定日     | 出場回数       |
| -------------------------------------------- | -------- | -------- | ------------------------------------------------- | -------------- | -------------- |
| ブラジル                                     |          | CONMEBOL | 2014 FIFAワールドカップ 開催国                    | 2007年10月30日 | 7大会連続7回目 |
| 日本                                         |          | AFC      | AFCアジアカップ2011 優勝                          | 2011年1月29日  | 2大会ぶり5回目 |
| ナイジェリア                                 |          | CAF      | アフリカネイションズカップ2013 優勝               | 2013年2月10日  | 7大会ぶり2回目 |
| メキシコ                                     |          | CONCACAF | 2011 CONCACAFゴールドカップ 優勝                  | 2011年6月25日  | 2大会ぶり6回目 |
| ウルグアイ                                   |          | CONMEBOL | コパ・アメリカ2011 優勝                           | 2011年7月24日  | 6大会ぶり2回目 |
| タヒチ                                       |          | OFC      | OFCネイションズカップ2012 優勝                    | 2012年6月10日  | 初出場         |
| イタリア                                     |          | UEFA     | UEFA EURO 2012 準優勝                             | 2012年6月28日  | 2大会連続2回目 |
| スペイン                                     |          | UEFA     | 2010 FIFAワールドカップ 優勝、UEFA EURO 2012 優勝 | 2010年7月11日  | 2大会連続2回目 |
| FIFAコンフェデレーションズカップ2013の出場国 |          |          |                                                   |                |                |

## トピックス
- アジアサッカー連盟（AFC）は、2014 FIFAワールドカップ・アジア4次予選最終節と日程が重複することから、日程の変更を要望していた[1]。その後AFCは、「コンフェデレーションズカップに出場する日本がワールドカップ・アジア最終予選に進出した場合、日本のワールドカップアジア最終予選の日程を、最終節に試合がなくなるよう割り当てる」形で対応することとした[2]（最終予選は5チームによる総当たり戦であり、毎節1チームが試合を行わないため）。またアフリカ2次予選[3]・北中米カリブ海3次予選[4] についてもコンフェデレーションズカップとの日程重複があり、同大会出場チーム（それぞれナイジェリア・メキシコ）に関連する試合の日程が変更されている。
- 2012年7月5日、スイス・チューリッヒの国際サッカー連盟(FIFA)本部で行われたサッカーのルールを決める機関である国際サッカー評議会(IFAB)特別会合で、満場一致で「ホークアイ(Hawk-Eye)システム」と「ゴールレフ（GoalRef）」の両方のゴール機械判定技術（ゴールライン・テクノロジー、略称GLT）採用を決定した。FIFA主催の大会では、日本開催のFIFAクラブワールドカップ2012で初めて採用され、2012年12月6日に横浜国際総合競技場で行われた開幕戦サンフレッチェ広島対オークランド・シティ戦において、史上初めて公式戦でGLTの1つであるゴールレフが使用された[5]。FIFA主催の大会では、今大会及び2014年FIFAワールドカップ・ブラジル大会でも続けて採用される[6]。今大会では、ホークアイ、ゴールレフに加え、2013年2月25日に認可されたカイロス、同年3月1日に認可されたゴールコントロール4Dの4つのGLTの内、ゴールコントロール4Dを採用することを2013年4月7日にFIFAが発表した。設置費用は、スタジアム1カ所当たり推定26万米ドル（約2548万円）。運用費用は1試合当たり4000ドル以下。今大会での成果によっては2014年FIFAワールドカップ・ブラジル大会でも続けてゴールコントロールを採用する[7]。

[[File:Adidas Cafusa.jpg|thumb|right|150px|今大会の公式球、カフサ]]

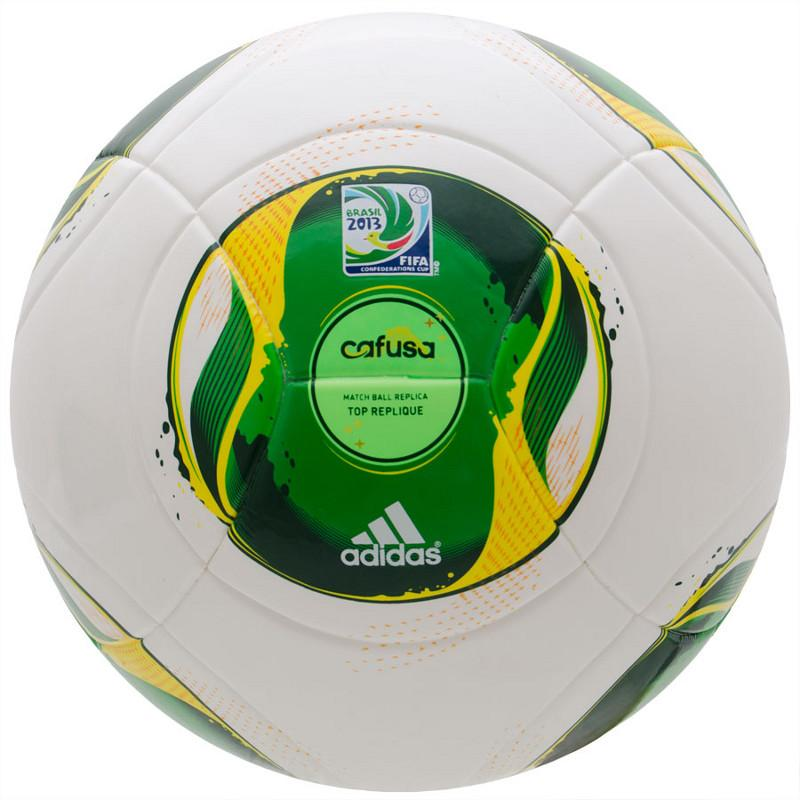
small|今大会の公式球、カフサ

- アディダスによって開発された今大会の公式球の名称をFIFAが「カフサ（cafusa）」に決定し、2012年12月1日の今大会の組み合わせ抽選会で、2002年FIFAワールドカップ・日韓大会優勝のブラジル代表主将で右サイドバックでプレーしたカフーが公式球を紹介した[8]。公式球と公式球プレゼンターのカフーの名前が似ているが偶然だという[8]。公式球の名称は、移民国家のブラジルらしく、先住民と黒人の混血を意味する「カフーゾ」を基に、ブラジルを象徴する「カーニバル」・「フットボール」・「サンバ」の3要素の頭文字をもじって名付けられた[8][9]。2013年以降、コンフェデレーションズカップの他、ロシアプレミアリーグ、Jリーグ、Kリーグなどで公式球として使用される[8]。
- 今大会の日本国内における中継は衛星波ではNHK BS1が全16試合を生中継すると発表している[10][11]。地上波については日本代表戦を中心にフジテレビ系列で放送されることになっている[12]。
- 2014 FIFAワールドカップの公式応援グッズとして開発された楽器のカシローラの会場への持ち込み・使用が今大会では禁止された。これは4月に同国で行われたサッカーの試合において観客が次々とピッチにカシローラを投げ込むことによって試合が再三中断し試合を妨害する恐れがあると判断したため[13]。

## 会場一覧
6つのスタジアムが使用され、それぞれ異なる都市に配置されている。
| ベロオリゾンテ                                                 | ベロオリゾンテブラジリアフォルタレザレシフェリオデジャネイロサルヴァドール | レシフェ                                           |
| -------------------------------------------------------------- | -------------------------------------------------------------------------- | -------------------------------------------------- |
| ミネイロン 収容人数: 62,547 (拡張)                             | ベロオリゾンテブラジリアフォルタレザレシフェリオデジャネイロサルヴァドール | アレナ・ペルナンブーコ 収容人数: 44,248 (新築)     |
| ブラジリア                                                     | ベロオリゾンテブラジリアフォルタレザレシフェリオデジャネイロサルヴァドール | リオデジャネイロ                                   |
| エスタジオ・ナシオナル・デ・ブラジリア 収容人数: 70,064 (改修) | ベロオリゾンテブラジリアフォルタレザレシフェリオデジャネイロサルヴァドール | エスタジオ・ド・マラカナン 収容人数: 78,639 (拡張) |
| フォルタレザ                                                   | ベロオリゾンテブラジリアフォルタレザレシフェリオデジャネイロサルヴァドール | サルヴァドール                                     |
| カステロン 収容人数: 64,846 (拡張)                             | ベロオリゾンテブラジリアフォルタレザレシフェリオデジャネイロサルヴァドール | アレーナ・フォンチ・ノヴァ 収容人数: 55,000 (改修) |

## 審判
2013年5月13日、FIFAにより大会審判団が発表された。
| 所属連盟 | 主審                   | 副審                                                      |
| -------- | ---------------------- | --------------------------------------------------------- |
| AFC      | ラフシャン・イルマトフ | アブドゥハミドゥッラー・ラスロフ バハディル・コチュカロフ |
| AFC      | 西村雄一               | 相楽亨 名木利幸                                           |
| CAF      | ジャメル・ハイムディ   | アブデルアーク・エチアリ レドゥアン・アシーク             |
| CONCACAF | ホエル・アギラール     | ウィリアム・トーレス フアン・ズンバ                       |
| CONMEBOL | ディエゴ・アバル       | エルナン・マイダナ フアン・パブロ・ベラッティ             |
| CONMEBOL | エンリケ・オッセス     | フランシスコ・モンドリア カルロス・アストロサ             |
| UEFA     | フェリクス・ブリヒ     | シュテファン・ルップ マルク・ボルシュ                     |
| UEFA     | ビョルン・カイペルス   | サンデル・ファン・ルーケル エルヴィン・ザインシュター     |
| UEFA     | ペドロ・プロエンサ     | ベルティノ・ミランダ ティアゴ・トリゴ                     |
| UEFA     | ハワード・ウェブ       | ダレン・カーン マイク・ムラーキー                         |

## 賞金
2013年2月15日、国際サッカー連盟（FIFA）は今大会の賞金として、優勝が410万ドル（約3億8000万円）、2位は360万ドル（約3億3000万円）、3位300万ドル（約2億8000万円）、4位250万ドル（約2億3000万円）、残りの4チームには170万ドル（約1億6000万円）、賞金総額2000万ドル（約18億6000万円）を支払うと発表した。決勝トーナメント進出国の賞金を上げ、賞金総額は前回大会よりも14%アップした。

## 結果

### 組み合わせ抽選
組み合わせ抽選は2012年12月1日(土)午前11時20分(日本時間同日夜10時20分)にブラジルのサンパウロアニェンビ・コンベンションセンターで行われ、ブラジル民放のTVグロボが生中継したほか、FIFA公式HP上で生中継された。ジェローム・バルケFIFA事務局長が抽選会の進行を務め、抽選を引き当てる代表としてブラジル出身のスーパーモデルアドリアナ・リマと南米最高のシェフとして有名なアレックス・アタラが登場した。また、今大会の公式球プレゼンターを2002年日韓ワールドカップ優勝のブラジル代表主将で右サイドバックだったカフーが務め、マリア・ガドゥ、アルリンド・クルス、the Meninos do Morumbiらがショーを開催した。正式な抽選方法は、11月30日のコンフェデ杯組織委員会で承認された後、FIFA公式HP上で発表された。
抽選方法は以下の通りである。
- 以下のチームはシードとし、事前に別の組に割り振る。
  - 開催国：ブラジル - A組1番(開幕戦を行う為)
  - 2010年ワールドカップ優勝：スペイン - B組1番
  - 同じ地域連盟加盟国同士は同じ組に入らない。その為、A組にイタリア、B組にウルグアイが入る。
- さらに、シードチームを含む各チームを以下の通りにチームポット(Team pots)に分け、チームポットごとに抽選で1組1チームを割り振る。1チームを引くのと、同時に組番ポット(Position Pots)から引いて、試合順を決定する（A組1番に決定しているブラジル、B組1番に決定しているスペインを除く）。
- チームポット(Team pots)
  - 「ポット1」：開催国ブラジル、2012年11月のFIFAランキング上位3ヶ国であるスペイン、イタリア、ウルグアイの計4ヶ国
  - 「ポット2」：CAF代表[23]、日本、メキシコ、タヒチの計4ヶ国
- 組番ポット(Position Pots)
  - 「ポットA」：A組に入った国が引く。チームポットから取り出されてA組に1国割り当てられる毎に、引いて組番を決める(A1のブラジル除く)。
  - 「ポットB」：B組に入った国が引く。チームポットから取り出されてB組に1国割り当てられる毎に、引いて組番を決める(B1のスペイン除く)。

詳細な手順は以下の通りである。
1. 原則として、チームポット(Team pots)から引いて、A組に国を入れたら、次はB組にという順番を繰り返して抽選を行う。
2. 1組1チーム割り当てるごとに、同時に組番ポット(Position Pots)も引いて、試合順も決める(A1のブラジルとB1のスペイン除く)。
3. チームポット(Team pots)のポット1のブラジル(黄色のボール)は開幕戦を行なうためA組1番にあらかじめ配置。
4. ポット1のスペイン(赤色のボール)はB組1番にあらかじめ配置。
5. ポット1の残り2ヶ国から抽選して1つ引き、それがイタリアだった場合はA組に入れ、ウルグアイだった場合はB組に入れる。
6. ポット1は残り1か国。5で引いた国がイタリアだった場合は、ウルグアイをB組に入れ、5で引いた国がウルグアイだった場合は、イタリアをA組に入れる。
7. ポット2の4ヶ国を抽選して1つ引き、A組に入れる。
8. ポット2の3ヶ国を抽選して1つ引き、B組に入れる。
9. ポット2の2ヶ国を抽選して1つ引き、A組に入れる。
10. ポット2の残り1ヶ国を、B組に入れる。

### グループリーグ

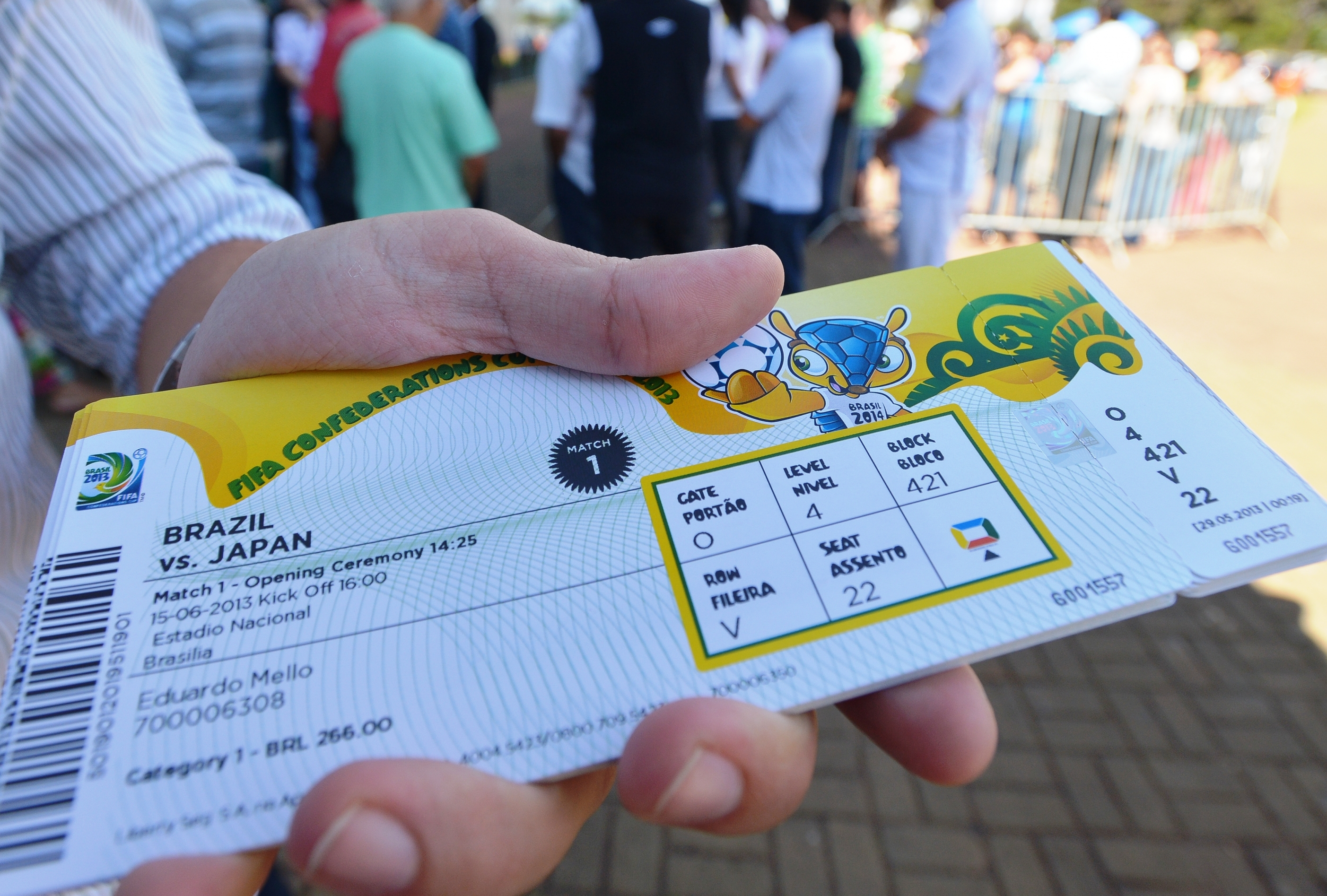
ブラジリアで行われた開幕戦、ブラジル対日本戦のチケット

#### グループ A
| 順 | チーム   | 試 | 勝 | 分 | 敗 | 得 | 失 | 差 | 点 |
| -- | -------- | -- | -- | -- | -- | -- | -- | -- | -- |
| 1  | ブラジル | 3  | 3  | 0  | 0  | 9  | 2  | +7 | 9  |
| 2  | イタリア | 3  | 2  | 0  | 1  | 8  | 8  | 0  | 6  |
| 3  | メキシコ | 3  | 1  | 0  | 2  | 3  | 5  | −2 | 3  |
| 4  | 日本     | 3  | 0  | 0  | 3  | 4  | 9  | −5 | 0  |

| 2013年6月15日 16:00 UTC-3 |

| ブラジル                                           | 3 - 0    | 日本 |
| ネイマール 3分 · パウリーニョ 48分 · ジョー 90+3分 | レポート |      |

| エスタジオ・ナシオナル（ブラジリア） 観客数: 67,423人 主審: ペドロ・プロエンサ |

| 2013年6月16日 16:00 UTC-3 |

| メキシコ               | 1 - 2    | イタリア                      |
| エルナンデス 34分 (PK) | レポート | ピルロ 27分 · バロテッリ 78分 |

| エスタジオ・ド・マラカナン（リオデジャネイロ） 観客数: 73,123人 主審: エンリケ・オッセス |

| 2013年6月19日 16:00 UTC-3 |

| ブラジル                       | 2 - 0    | メキシコ |
| ネイマール 9分 · ジョー 90+3分 | レポート |          |

| カステロン（フォルタレザ） 観客数: 50,971人 主審: ハワード・ウェブ |

| 2013年6月19日 19:00 UTC-3 |

| イタリア                                                                            | 4 - 3    | 日本                                               |
| デ・ロッシ 41分 · （内田篤人） 50分 (OG) · バロテッリ 52分 (PK) · ジョヴィンコ 86分 | レポート | 本田圭佑 21分 (PK) · 香川真司 33分 · 岡崎慎司 69分 |

| アレナ・ペルナンブーコ（レシフェ） 観客数: 40,489人 主審: ディエゴ・アバル |

| 2013年6月22日 16:00 UTC-3 |

| イタリア                                | 2 - 4    | ブラジル                                              |
| ジャッケリーニ 51分 · キエッリーニ 71分 | レポート | ダンテ 45+1分 · ネイマール 55分 · フレッジ 66分, 89分 |

| アレーナ・フォンチ・ノヴァ（サルヴァドール） 観客数: 48,874人 主審: ラフシャン・イルマトフ |

| 2013年6月22日 16:00 UTC-3 |

| 日本          | 1 - 2    | メキシコ                |
| 岡崎慎司 86分 | レポート | エルナンデス 54分, 66分 |

| ミネイロン（ベロオリゾンテ） 観客数: 52,690人 主審: フェリクス・ブリヒ |

#### グループ B
| 順 | チーム       | 試 | 勝 | 分 | 敗 | 得 | 失 | 差  | 点 |
| -- | ------------ | -- | -- | -- | -- | -- | -- | --- | -- |
| 1  | スペイン     | 3  | 3  | 0  | 0  | 15 | 1  | +14 | 9  |
| 2  | ウルグアイ   | 3  | 2  | 0  | 1  | 11 | 3  | +8  | 6  |
| 3  | ナイジェリア | 3  | 1  | 0  | 2  | 7  | 6  | +1  | 3  |
| 4  | タヒチ       | 3  | 0  | 0  | 3  | 1  | 24 | −23 | 0  |

| 2013年6月16日 19:00 UTC-3 |

| スペイン                      | 2 - 1    | ウルグアイ    |
| ペドロ 20分 · ソルダード 32分 | レポート | スアレス 88分 |

| アレナ・ペルナンブーコ（レシフェ） 観客数: 41,705人 主審: 西村雄一 |

| 2013年6月17日 16:00 UTC-3 |

| タヒチ        | 1 - 6    | ナイジェリア                                                                                         |
| J.テハウ 54分 | レポート | （ヴァラール） 5分 (OG) · オドゥアマディ 10分, 26分, 76分 · （J.テハウ） 69分 (OG) · エチエジレ 80分 |

| ミネイロン（ベロオリゾンテ） 観客数: 20,187人 主審: ホエル・アギラール |

| 2013年6月20日 16:00 UTC-3 |

| スペイン                                                                                 | 10 - 0   | タヒチ |
| トーレス 5分, 33分, 57分, 78分 · シルバ 31分, 89分 · ビジャ 39分, 49分, 64分 · マタ 66分 | レポート |        |

| エスタジオ・ド・マラカナン（リオデジャネイロ） 観客数: 71,806人 主審: ジャメル・ハイムディ |

| 2013年6月20日 19:00 UTC-3 |

| ナイジェリア | 1 - 2    | ウルグアイ                      |
| ミケル 37分  | レポート | ルガーノ 19分 · フォルラン 51分 |

| アレーナ・フォンチ・ノヴァ（サルヴァドール） 観客数: 26,769人 主審: ビョルン・カイペルス |

| 2013年6月23日 16:00 UTC-3 |

| ナイジェリア | 0 - 3    | スペイン                         |
|              | レポート | アルバ 3分, 88分 · トーレス 62分 |

| カステロン（フォルタレザ） 観客数: 51,623人 主審: ホエル・アギラール |

| 2013年6月23日 16:00 UTC-3 |

| ウルグアイ                                                                                    | 8 - 0    | タヒチ |
| エルナンデス 2分, 24分, 45+1分, 67分 (PK) · ペレス 27分 · ロデイロ 61分 · スアレス 82分, 90分 | レポート |        |

| アレナ・ペルナンブーコ（レシフェ） 観客数: 22,047人 主審: ペドロ・プロエンサ |

### 決勝トーナメント
|  | 準決勝                   | 準決勝   |                            |       | 決勝 | 決勝 |
|  |                          |          |                            |       |      |      |
|  | 6月26日 - ベロオリゾンテ |          |                            |       |      |      |
|  |                          |          |                            |       |      |      |
|  | ブラジル                 | 2        |                            |       |      |      |
|  | ブラジル                 | 2        | 6月30日 - リオデジャネイロ |       |      |      |
|  | ウルグアイ               | 1        |                            |       |      |      |
|  | ウルグアイ               | 1        | ブラジル                   | 3     |      |      |
|  | 6月27日 - フォルタレザ   |          | ブラジル                   | 3     |      |      |
|  |                          | スペイン | 0                          |       |      |      |
|  | スペイン (p)             | スペイン | 0                          | 0 (7) |      |      |
|  | スペイン (p)             |          |                            | 0 (7) |      |      |
|  | イタリア                 | 0 (6)    |                            |       |      |      |
|  | イタリア                 | 0 (6)    | 3位決定戦                  |       |      |      |
|  |                          |          |                            |       |      |      |
|  | 6月30日 - サルヴァドール |          |                            |       |      |      |
|  |                          |          |                            |       |      |      |
|  | ウルグアイ               | 2 (2)    |                            |       |      |      |
|  | ウルグアイ               | 2 (2)    |                            |       |      |      |
|  | イタリア (p)             | 2 (3)    |                            |       |      |      |

#### 準決勝
| 2013年6月26日 16:00 UTC-3 |

| ブラジル                          | 2 - 1    | ウルグアイ    |
| フレッジ 41分 · パウリーニョ 86分 | レポート | カバーニ 48分 |

| ミネイロン（ベロオリゾンテ） 観客数: 57,483人 主審: エンリケ・オッセス |

| 2013年6月27日 16:00 UTC-3 |

| スペイン                                                         | 0 - 0 (延長) | イタリア                                                                           |
|                                                                  | レポート     |                                                                                    |
|                                                                  | PK戦         |                                                                                    |
| シャビ・エルナンデス イニエスタ ピケ ラモス マタ ブスケツ ナバス | 7 - 6        | カンドレーヴァ アクイラーニ デ・ロッシ ジョヴィンコ ピルロ モントリーヴォ ボヌッチ |

| カステロン（フォルタレザ） 観客数: 56,083人 主審: ハワード・ウェブ |

#### 3位決定戦
| 2013年6月30日 13:00 UTC-3 |

| ウルグアイ                                     | 2 - 2 (延長) | イタリア                                                  |
| カバーニ 58分, 78分                            | レポート     | アストリ 24分 · ディアマンティ 73分                       |
|                                                | PK戦         |                                                           |
| フォルラン カバーニ スアレス カセレス ガルガノ | 2 - 3        | アクイラーニ エル・シャーラウィ デ・シリオ ジャッケリーニ |

| アレーナ・フォンチ・ノヴァ（サルヴァドール） 観客数: 43,482人 主審: ジャメル・ハイムディ |

| ウルグアイ | イタリア |

| GK                 | 1  | フェルナンド・ムスレラ     |      |       |
| RB                 | 16 | マクシ・ペレイラ           | 8分  | 81分  |
| CB                 | 2  | ディエゴ・ルガーノ         |      |       |
| CB                 | 3  | ディエゴ・ゴディン         |      |       |
| LB                 | 22 | マルティン・カセレス       |      |       |
| RM                 | 5  | ワルテル・ガルガノ         |      |       |
| CM                 | 17 | エヒディオ・アレバロ       |      | 106分 |
| LM                 | 7  | クリスティアン・ロドリゲス |      | 56分  |
| AM                 | 10 | ディエゴ・フォルラン       |      |       |
| CF                 | 21 | エディンソン・カバーニ     |      |       |
| CF                 | 9  | ルイス・スアレス           | 61分 |       |
| 控え:              |    |                            |      |       |
| MF                 | 20 | アルバロ・ゴンサレス       |      | 56分  |
| MF                 | 6  | アルバロ・ペレイラ         |      | 81分  |
| MF                 | 15 | ディエゴ・ペレス           |      | 106分 |
| 監督:              |    |                            |      |       |
| オスカル・タバレス |    |                            |      |       |

| GK                       | 1  | ジャンルイジ・ブッフォン       |            |      |
| RB                       | 2  | クリスティアン・マッジョ       |            |      |
| CB                       | 4  | ダヴィデ・アストーリ           |            | 95分 |
| CB                       | 3  | ジョルジョ・キエッリーニ       | 55分       |      |
| LB                       | 5  | マッティア・デ・シリオ         |            |      |
| RM                       | 6  | アントニオ・カンドレーヴァ     |            |      |
| CM                       | 16 | ダニエレ・デ・ロッシ           |            | 70分 |
| LM                       | 18 | リッカルド・モントリーヴォ     | 82分 110分 |      |
| AM                       | 23 | アレッサンドロ・ディアマンティ |            | 82分 |
| AM                       | 14 | エル・シャーラウィ             |            |      |
| CF                       | 11 | アルベルト・ジラルディーノ     |            |      |
| 控え:                    |    |                                |            |      |
| MF                       | 7  | アルベルト・アクイラーニ       |            | 70分 |
| MF                       | 22 | エマヌエレ・ジャッケリーニ     |            | 82分 |
| DF                       | 19 | レオナルド・ボヌッチ           |            | 95分 |
| 監督:                    |    |                                |            |      |
| チェーザレ・プランデッリ |    |                                |            |      |

#### 決勝
| 2013年6月30日 19:00 UTC-3 |

| ブラジル                             | 3 - 0    | スペイン |
| フレッジ 2分, 47分 · ネイマール 44分 | レポート |          |

| エスタジオ・ド・マラカナン（リオデジャネイロ） 観客数: 73,531人 主審: ビョルン・カイペルス |

| ブラジル | スペイン |

| GK                           | 12 | ジュリオ・セザル   |  |      |
| RB                           | 2  | ダニ・アウヴェス   |  |      |
| CB                           | 3  | チアゴ・シウバ     |  |      |
| CB                           | 4  | ダヴィド・ルイス   |  |      |
| LB                           | 6  | マルセロ           |  |      |
| DM                           | 18 | パウリーニョ       |  | 88分 |
| DM                           | 17 | ルイス・グスタヴォ |  |      |
| CM                           | 11 | オスカル           |  |      |
| RW                           | 19 | フッキ             |  | 73分 |
| LW                           | 10 | ネイマール         |  |      |
| CF                           | 9  | フレッジ           |  | 80分 |
| 控え:                        |    |                    |  |      |
| MF                           | 23 | ジャジソン         |  | 73分 |
| FW                           | 21 | ジョー             |  | 80分 |
| MF                           | 8  | エルナネス         |  | 88分 |
| 監督:                        |    |                    |  |      |
| ルイス・フェリペ・スコラーリ |    |                    |  |      |

| GK                     | 1  | イケル・カシージャス   |      |      |
| RB                     | 17 | アルバロ・アルベロア   | 15分 | 46分 |
| CB                     | 15 | セルヒオ・ラモス       | 28分 |      |
| CB                     | 3  | ジェラール・ピケ       | 68分 |      |
| LB                     | 18 | ジョルディ・アルバ     |      |      |
| DM                     | 16 | セルヒオ・ブスケツ     |      |      |
| CM                     | 8  | シャビ                 |      |      |
| CM                     | 6  | アンドレス・イニエスタ |      |      |
| RW                     | 11 | ペドロ                 |      |      |
| LW                     | 13 | フアン・マタ           |      | 52分 |
| CF                     | 9  | フェルナンド・トーレス |      | 59分 |
| 控え:                  |    |                        |      |      |
| DF                     | 5  | セサル・アスピリクエタ |      | 46分 |
| MF                     | 22 | ヘスス・ナバス         |      | 52分 |
| FW                     | 7  | ダビド・ビジャ         |      | 59分 |
| 監督:                  |    |                        |      |      |
| ビセンテ・デル・ボスケ |    |                        |      |      |

## 優勝国
| FIFAコンフェデレーションズカップ2013優勝国 |
| ------------------------------------------ |
| · ブラジル · 3大会連続4回目                |

## 表彰

### 個人
| 賞                             | 受賞選手・チーム       | 備考   |
| ------------------------------ | ---------------------- | ------ |
| ゴールデンボール（大会MVP）    | ネイマール             | 優勝   |
| シルバーボール                 | アンドレス・イニエスタ | 準優勝 |
| ブロンズボール                 | パウリーニョ           | 優勝   |
| ゴールデンシューズ（得点王）   | フェルナンド・トーレス | 5得点  |
| シルバーシューズ               | フレッジ               | 5得点  |
| ブロンズシューズ               | ネイマール             | 4得点  |
| ゴールデングローブ（最優秀GK） | ジュリオ・セザル       | 3失点  |
| フェアプレー賞                 | スペイン               | 1回目  |

### ベストイレブン
FIFA.comユーザー投票により選出。
| ポジション | 選手名                       |
| ---------- | ---------------------------- |
| GK         | ジュリオ・セザル             |
| DF         | ダニエウ・アウヴェス         |
| DF         | セルヒオ・ラモス             |
| DF         | チアゴ・シウバ               |
| DF         | ダヴィド・ルイス             |
| MF         | アンドレス・イニエスタ       |
| MF         | アンドレア・ピルロ           |
| MF         | パウリーニョ                 |
| FW         | ネイマール                   |
| FW         | フェルナンド・トーレス       |
| FW         | フレッジ                     |
| 監督       | ルイス・フェリペ・スコラーリ |